# Đảng Công nhân Đức
Đảng Công nhân Đức (tiếng Đức: Deutsche Arbeiterpartei, DAP), cũng có tài liệu dịch là Đảng Lao động Đức, là một chính đảng có thời gian tồn tại ngắn ngủi và là tiền thân của Đảng Công nhân Quốc gia Xã hội chủ nghĩa Đức (tiếng Đức: Nationalsozialistische Deutsche Arbeiterpartei, NSDAP); thường được gọi là Đảng Quốc xã hay Đức Quốc xã. DAP chỉ tồn tại từ tháng 1/1919 đến tháng 2/1920.